# 盧林河

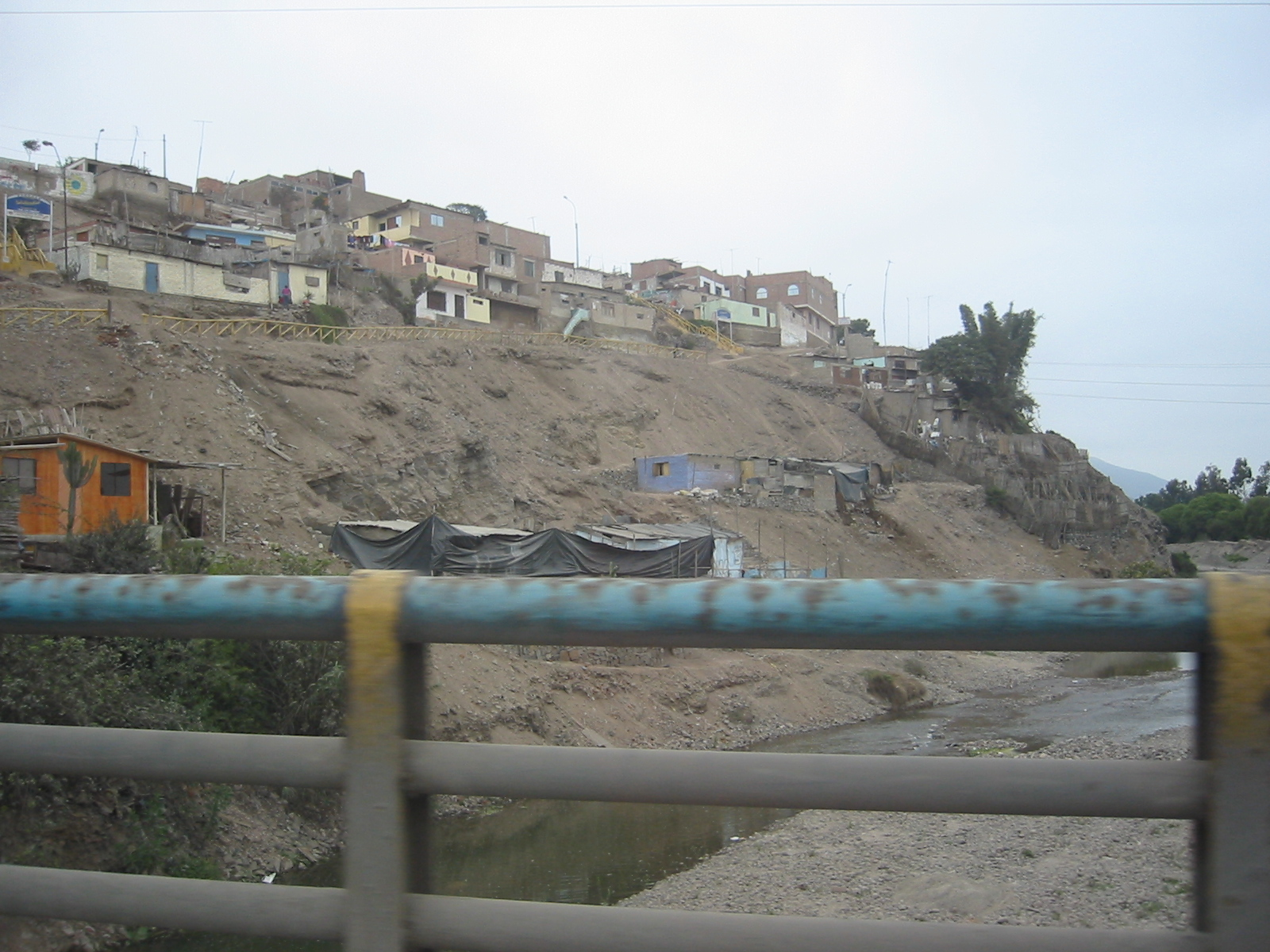
Un pueblo joven

盧林河（西班牙語：Río Lurín）是秘魯的河流，位於利馬大區，河道全長108.57（67.46英里），發源自安第斯山脈西部冰川和潟湖。它被稱為查里利亞河 (Chalilla River)，直到與塔基亞河 (Taquía creek)匯合併獲得其俗名。主要支流有左岸的塔基亞河、拉科邁基河 (Llacomayqui)、蒂納哈斯河 (Tinajas)、努明坎查河 (Numinkancha )和坎恰瓦拉河 (Kanchawara )，右岸的查馬克納河 ( Chamacna)。它穿過利馬地區的瓦羅奇里省和利馬省，然後注入太平洋。盧林河流域面積1,670平方（640平方英里）。

## 帕查卡馬克
在印加神話中，帕查卡馬克 (Pachacámac)是耕種之主，在沿海地區尤其受到崇拜。他的寺廟位於利馬市以南的盧林河畔。